# Kalotaszeg földrajza

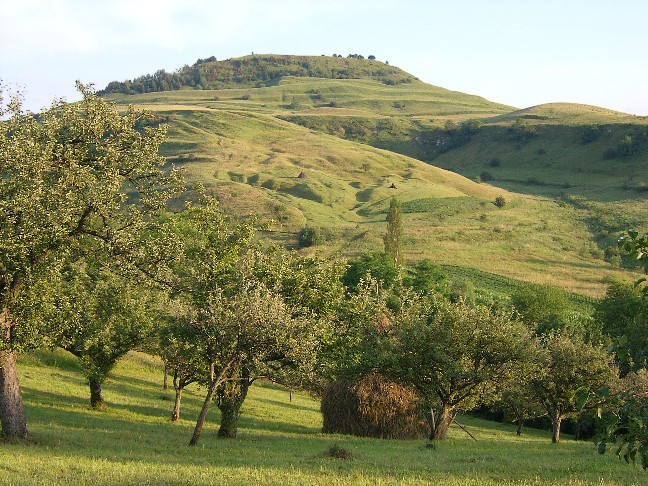
Jellegzetes kalotaszegi táj

Kalotaszeg Romániában található tájegység, amely magában foglalja Kolozs megyének azt a területét, amely a Kolozsvár–Nagyvárad-vasútvonal, illetve országút mentén Kolozsvártól egészen Csucsáig terül el és amelyet délen a Gyalui-havasok északi, nyugaton a Kalota-havas és a Meszes-hegység keleti lába foglalnak be. Három fő részre oszlik: a Felszeg a nyugati havasoknál, az Alszeg az Almás-patak mentén és a Nádasmente Kolozsvárhoz közel.

## Földtörténet

### Óidő (paleozoikum)
Kalotaszeg földterületének kialakulása a földtörténet ókorában kezdődött meg.
A kőszénkorszakban – körülbelül 350 millió évvel ezelőtt – alakult ki egy hatalmas, a Variszkuszi hegységrendszerhez tartozó hegység, amelynek egyik darabja a mai Gyalui-havasok. Ennek északi nyúlványa alkotja Kalotaszeg déli határát.
A kőszénkorszakban a Gyalui-havasok helyén megrepedt a melyben a Föld szilárd kérge s a mélyebb részek izzó lávája benyomult a szilárd kéregbe s maga körül a még régebbi kőzeteket átalakította kristályos palákká. Ennek eredményeképpen a Gyalui-havasok közepe kristályos palákkal körülvett kemény gránitmag, mely az Öreg-havasban 1827 m magasra emelkedik. A kőszénkorszak óta eltelt idő alatt a hegység lepusztult, teteje mára hatalmas tökéletlen sík felületeket mutat. Az így lepusztult tönkhegység a Kárpátoknak a földtörténeti újkorban való felgyűrődése alkalmával magasra emelődött és azután a kialakuló folyóvizek (Kapus, Meleg- és Hideg-Szamos, Jára) mély, szoros völgyeket vágtak bele.

### Középidő (mezozoikum)
A Gyalui-havasoktól északnyugatra, Kalotaszeg nyugati oldalán a földtörténeti középkor felső részében (kréta időszak) észak-déli irányú, felületig ható mély törés keletkezett a szilárd kérgen és ezen át nagy tömegű láva ömlött ki a Föld felületére. Az izzó láva kihűlése után megszilárdulva főképpen – az Erdély régi római nevéről, Dáciáról – dácitnak nevezett kőzet keletkezett.

### Újidő (kainozoikum)
A megszilárdult lávatömegbe vágódott be, a földtörténeti újkor legfiatalabb részében a negyedkorszakban, a Nagy Sebes,  (Dregán)-patak és a Sebes-patak, melynek felső folyását Székelyjó-pataknak — völgynek — nevezik.
Kalotaszeg nyugati határát alkotó dácit-tömegből kialakult az 1838 m magasra emelkedő Kalota-hegység (Vlegyásza).
A Vlegyásza lávaömlésével egyidőben a felső kréta korban Gyerővásárhely és Egerbegy közt is eltört a Föld szilárd kérge és ott is láva ömlött ki a felületre kisebb tömegekben. Ez alkotta például a Kiskapus melletti Köveshegyet, mely mellett az országút kígyózva emelkedik fel a Gyerővásárhelyi hágóra.

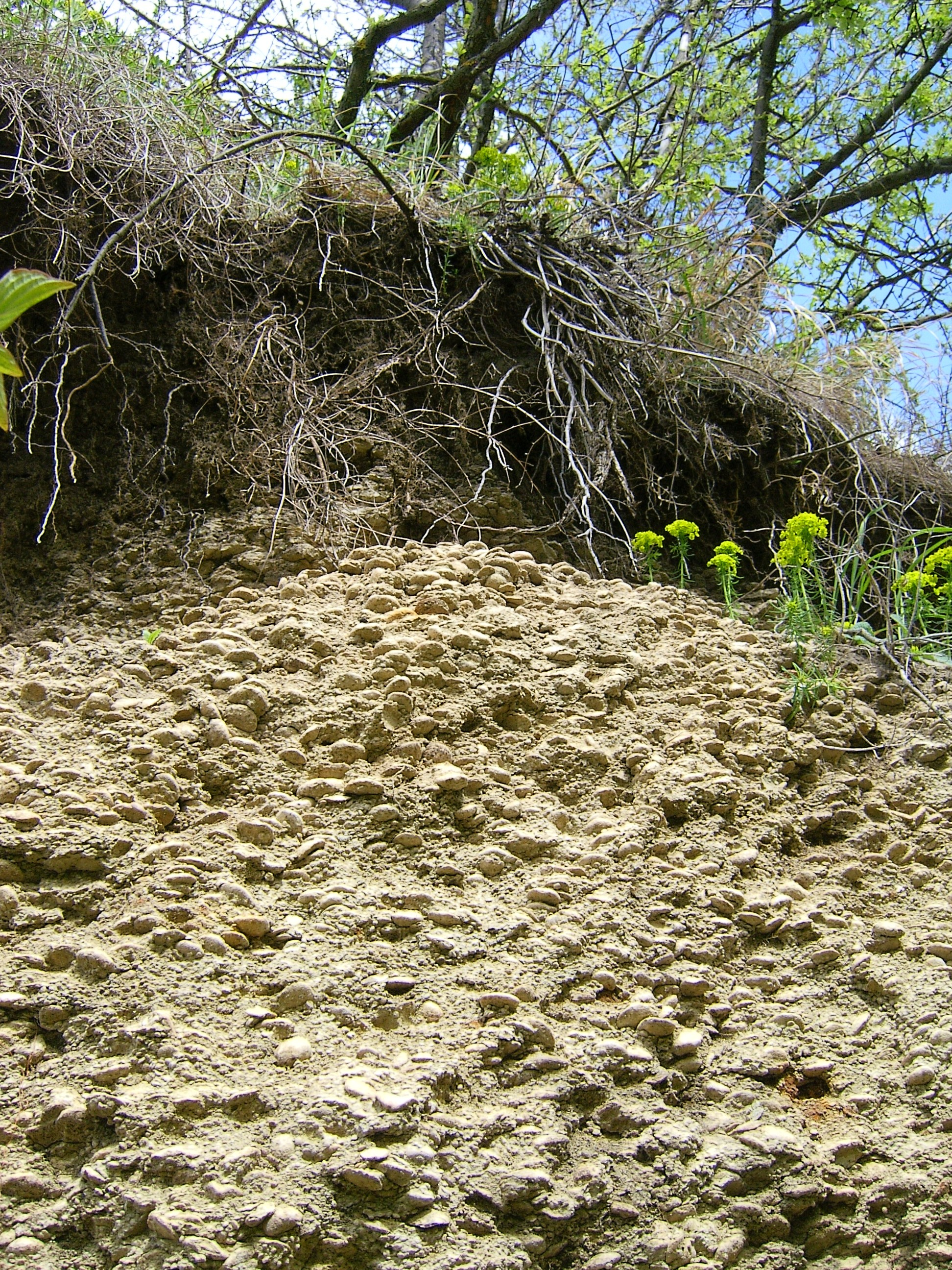
Nummulinás mészkőképződmény Magyarvalkó határában

A kréta korszak vége és a földtörténeti újkor közti átmeneti időben délről a Gyalui-havasok nedves, meleg, trópusi területéről a kőzetek málladékát lehordták a zivatarok vizei a Kalota-hegy és Gyalui-havasok közti szegletbe a hegyek lábához és a Gyalui-havasok keleti oldalán a mélyen fekvő területekre. Az ottani sivatagos éghajlat alatt ezekből vöröses agyag és homokrétegek rakódtak le.
A földtörténeti újkor elején - körülbelül 60 millió évvel ezelőtt - megsüllyedt ez a terület és a Kalota-hegy és a Gyalui-havasok közé, valamint a Gyalui havasok keleti oldalára, az egykor Erdély helyén levő Erdélyi-medence tengere nyomult. Ebből a tengerből származnak a 40-50 millió éves óriási eukarióta egysejtűek megkövesedett maradványai, az óriási egysejtű  nummuliteszek (nummulinás mészkő), vagy ahogy a legenda nevei, Szent László pénzei.

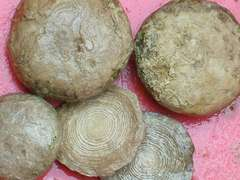
Nummuliteszek (Szent László pénzek)

Ezekben a mészkövekben nagy osztriga kagylóknak, csigáknak, tüskésbőrűeknek megkövesedett vázait lehet gyűjteni.
Azután megemelkedett a terület és a tenger visszahúzódott róla. A Vlegyásza és Gyalui-havasok trópusi éghajlat alatt való lepusztulásából a mélyben ismét sivatagi rétegek rakodtak le, melyben Andrásházán a legősibb orrszarvú és más ősállat (Titanotherium-féle) megkövesedett csontjait találták meg.

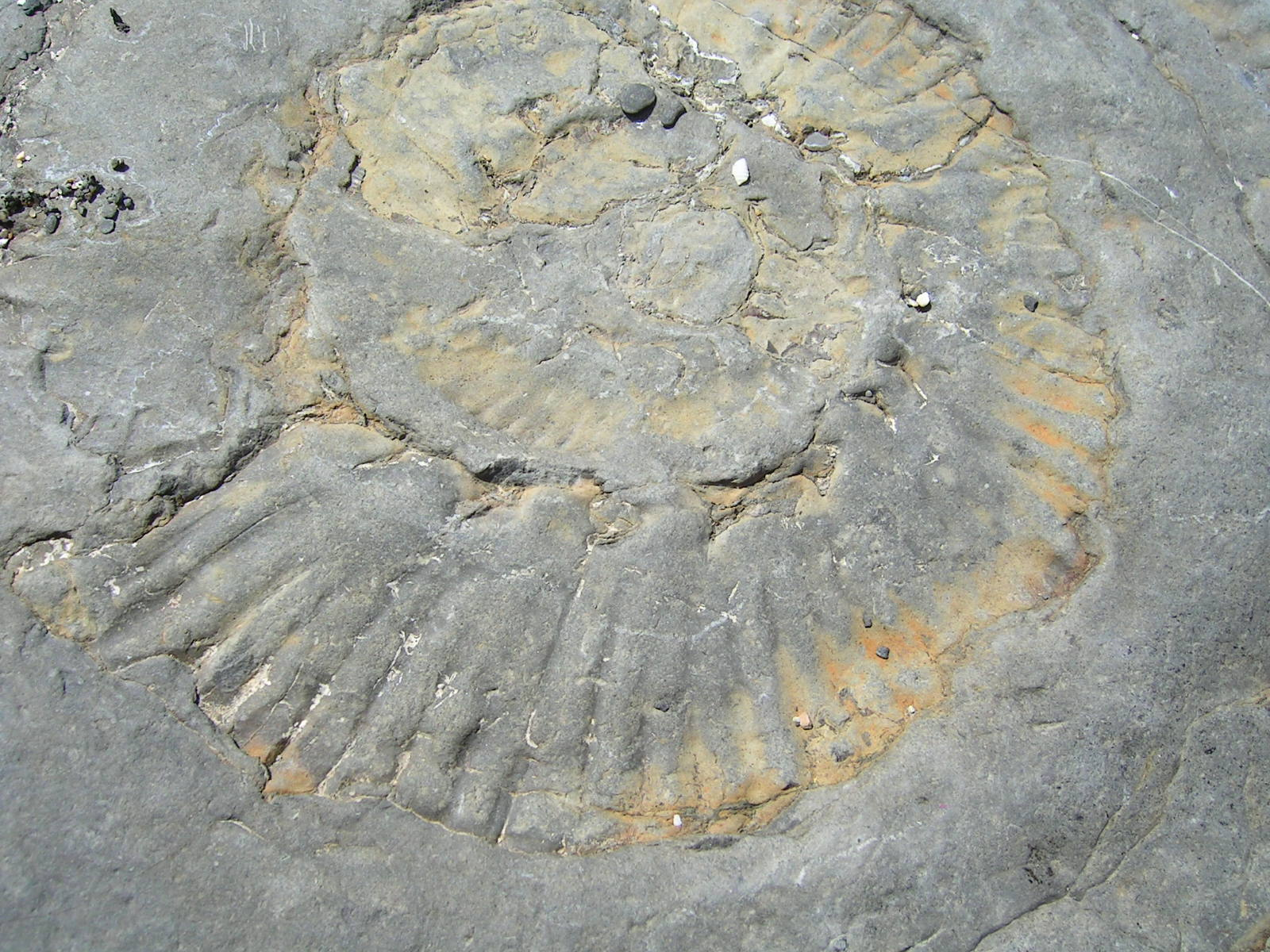
Üledékes mészkő

A terület újabb megsüllyedése után a visszanyomuló tengerből ismét mészkő - a felső durvamészkő - ülepedett le, melyet építésre, mészégetésre, sírkövek faragására sok helyen fejtenek. Ezzel a mészkővel együtt gipszrétegek is váltak ki a hajdani tengerből, melyet Zsobok környékén az 1870-es évek óta bányásznak és használnak fel dísztárgyak készítésére, s amit helytelenül „zsoboki márvány”-nak neveznek.
Ez a gipszréteg látható 10 m vastag, meredek falban a Gyerővásárhely melletti Gyerőfy-szöktetőn.
A tarka üledéksorozat agyagos rétegei okozták azt a nagy suvadást, mely 1897 tavaszán az Egeres-Gorbó közt a vasúti pályatestet sok kilométer hosszúságban tönkretette, annyira, hogy a völgyben a Nádas-patak jobb partjáról át kellett helyezni a pályatestet a patak bal oldalára.
A kalotaszegi-medencétől kelet felé, a Gyalui-havasok északkeleti oldalán Gyerőfalva-Egerbegy-Gyalu-Magyarléta vonalától északkeletre a kréta korszakban tenger volt. Ennek mészkőszirtjén áll a létai Géczy-vár.
A mészkövekben lévő gipszrétegekből Gyalun, Magyarkapus feletti domboldalon és a jegenyei völgyben is találunk. Ez a gipszréteg adta a szép fekvésű Jegenyefürdő forrásainak mész és kén tartalmát, mely források vizével táplált meleg fürdőben az 1890-es években virágzó fürdőélet folyt.
A harmadkorszak közepén megemelkedett ismét a terület és szárazra került a tulajdonképpeni Kalotaszegi-medence és megsüllyedt a tőle északra fekvő terület, ott folytatódtak tehát az Erdélyi-medence tengerének lerakodásai.
A tengerparti mocsaras őserdőkben, trópusi éghajlat alatt nagy mennyiségű növényi anyag halmozódott fel egy vastag agyagos, homokos rétegcsoportban. Ebből barnaszénréteg keletkezett, melyet az Almás-völgyében és dél felől nyíló mellékvölgyeiben főképpen Forgácskút, Argyas környékén bányásztak.
A körtvélyesi kaolinbánya környékén ugyanezek a homokos rétegek 5–6 m vastagságban porcelánföldet (kaolin) is tartalmaznak.

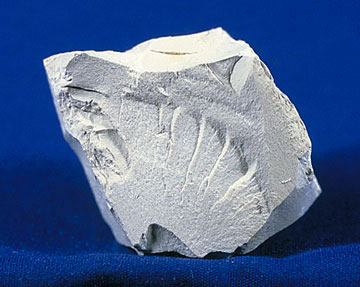
Kaolin (porcelánföld)

A földtörténeti újkor harmadkorszakának második felében a Kárpátok nagyarányú felgyűrődésével, kiemelkedésével kapcsolatban megemelkedett az egész terület és szárazra került.
Megkezdődött Kalotaszeg mai folyóvizeinek, mai földrajzi képének kialakulása.
A Kalota-hegyről a terület természetes lejtésének megfelelően kelet felé az Ős-Kapus és Ős-Nádas-patak Kolozsvár felé folytak és ömlöttek bele az Ős-Kis-Szamosba. Ezt bizonyítja az, hogy Kolozsvárt a Szamos kavics-lerakódásaiban a Vlegyásza-hegység kőzeteiből származó kavicsfajtákat találunk.
Az újkor negyedkorszakában a Gyalui-havasok északi nyúlványa folytatásában Sztána község irányában magasra emelődött a terület, boltozat alakult ki. Ennek a felboltozódásnak a Körösfő felett emelkedő, gyönyörű kilátású 747 m magas Riszeg-hegy a központja, egyúttal Kalotaszeg fő vízválasztója.
Ez a kiemelkedett boltozat levágta a Kalotáról keletre folyó vizek felső folyását: a Kapus, Nádas-patak azóta csak e felboltozódás keleti oldaláról folynak a Kis-Szamos felé.
Ezalatt kialakult a Sebes-Körös is, mely a negyedkorszak elején még csak Kissebesnél eredt, ma pedig a Körösfőtől keletre a Körösfői hágó alatt, a Riszeg-hegy déli lábánál ered a Körös-patak. Magába kapcsolja a délről folyó Kalota-patakot, a kis Kalotaszegi-medence fő vizét is és ma a Kalotaszegi-medence vizét a Körös az Alföldre vezeti. Amint beleömlik a Sebes-patak és a Nagy-Sebes-patak, azután nevezik az egyesült folyót Sebes-Körösnek.
A Riszeg-hegy északi oldalán kialakult az Almás-patak, melynek eredeténél a Firza- és Darogna-patak annyira megközelítették a Kalotaszegi-medence északi peremén folyó Köröst, hogy hátravágódásukkal vizét elvezetéssel fenyegetik. Ezt elősegíti az, hogy ez a terület mélyebben van, mint a tulajdonképpeni Kalotaszegi-medence. Míg Bánffyhunyad, a Kalotaszegi-medence központja, 554 m magasan van s ezért területét a nép Felszegnek nevezi, addig az Almás-völgyében Magyarbikal és Ketesd után következő Alsófüld csak 351 m magasan van, tehát 200 m-rel alacsonyabban. Váralmás már csak 315 m magasan van a tenger színe felett. Ezért nevezi a nép az Almás-völgyét Alszegnek.
A negyedkorszakban kialakultak Kalotaszeg folyóvizei: a Kis-Szamosba ömlő Nádas-, Kapus- és a délről belefolyó Fenes-patak, a Körös a Kalotával, Sebes- és Nagy-Sebes-patakkal alkotta a Sebes-Köröst, az Almás-patak mellékvizeikkel.
Ezek a kialakuló vizek fokozatosan mélyebbre vágódva kialakították völgyeiket a közöttük levő szelíd hegy- és dombvidéket, melynek a Kalota-hegység, a Gyalui-havasok és a Meszes-hegység ad keretet.

## Külső hivatkozások
- Őslénytani együttesek méreteloszlásának vizsgálata PDF